# Koło garncarskie

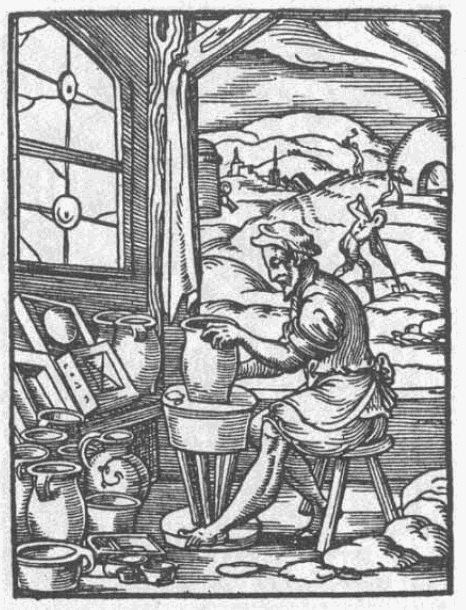
Koło garncarskie (6)sponowe

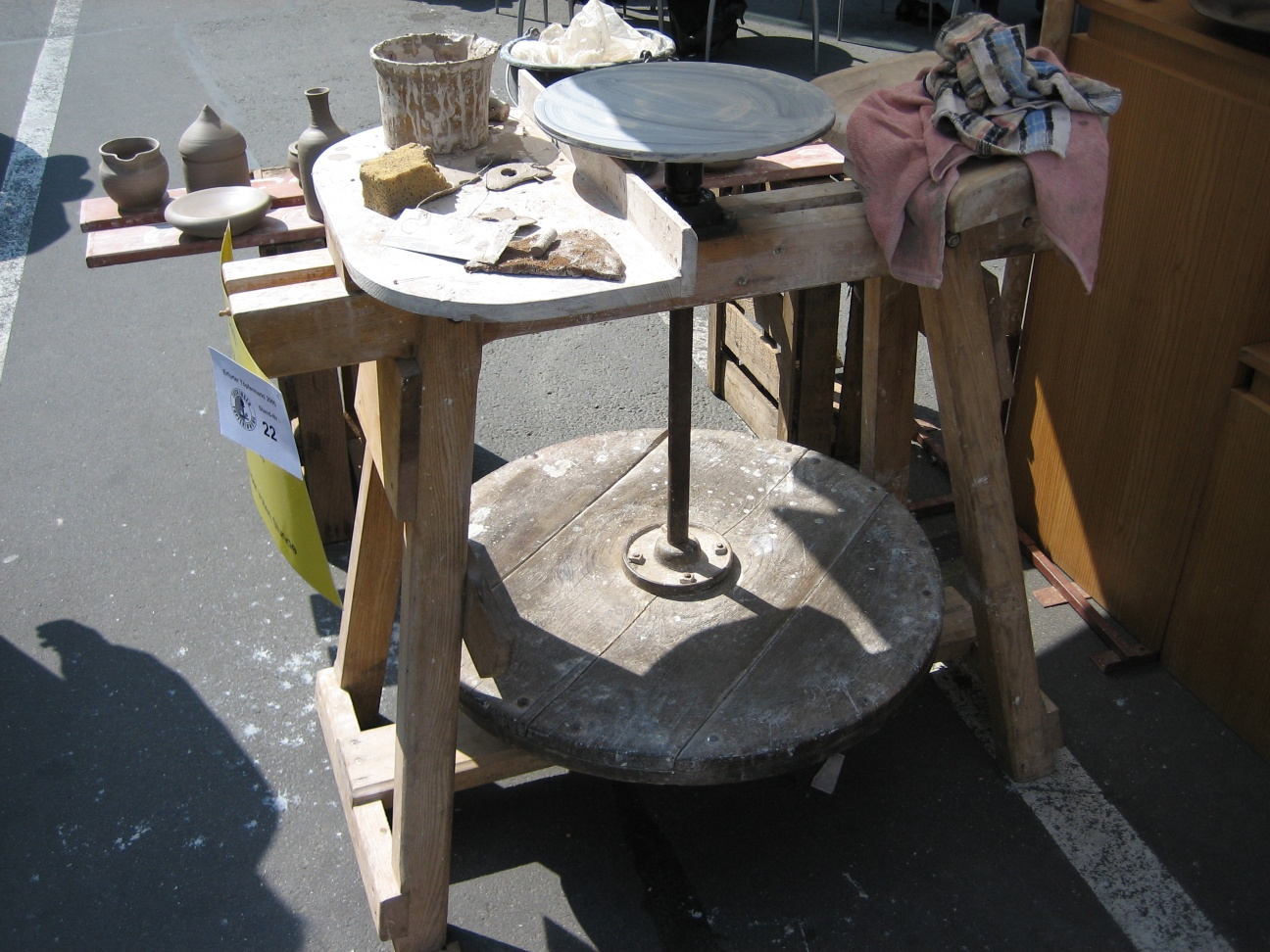
Koło garncarskie

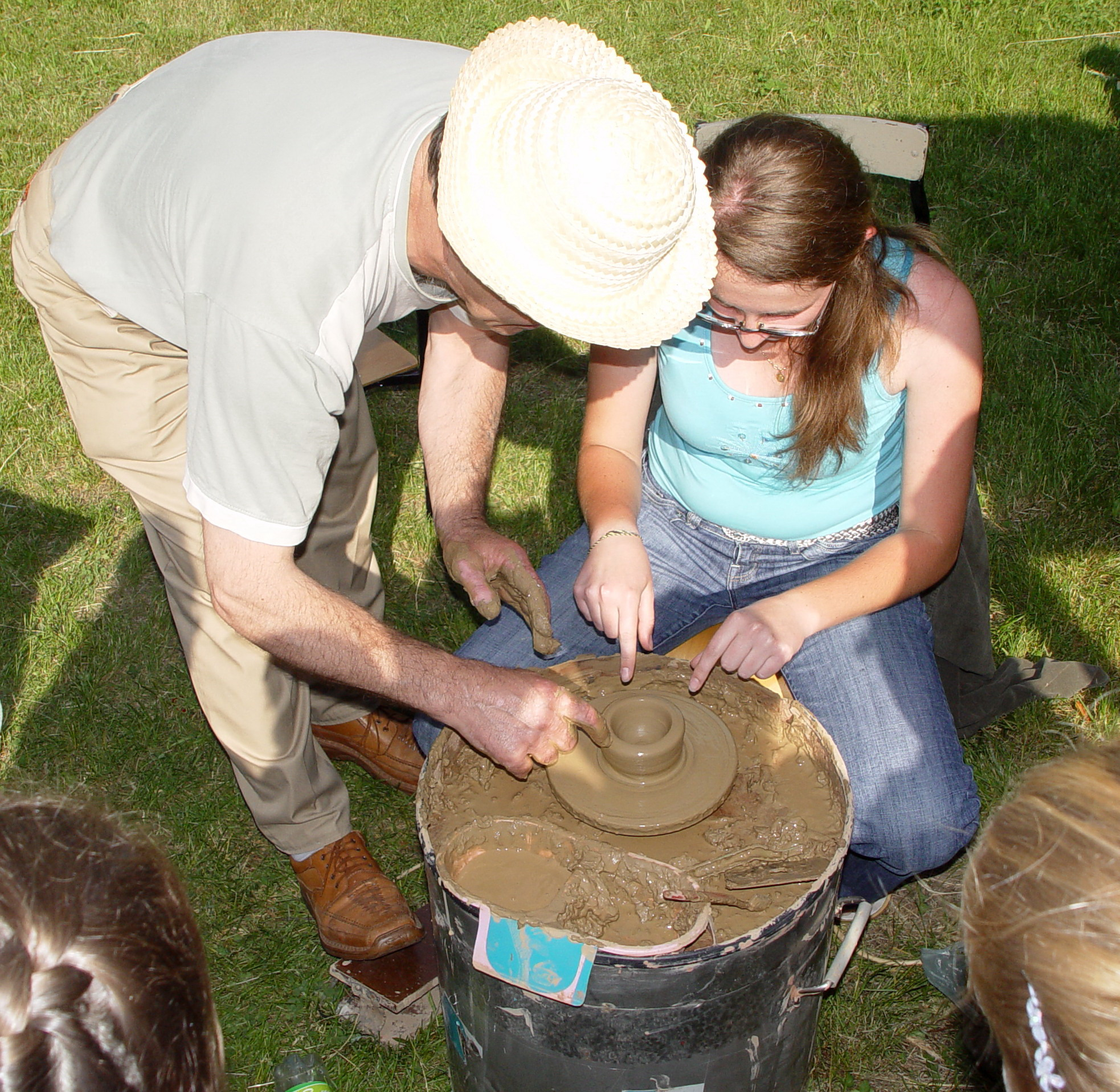
Dzisiejsze, napędzane silnikiem elektrycznym koło garncarskie – pokaz garncarstwa podczas festynu ludowego w Kostkach k.Buska-Zdroju

Koło garncarskie – urządzenie służące do wykonywania z gliny przedmiotów i narzędzi techniką toczenia.

## Opis
W najprostszej formie koło garncarskie to dwie poziome tarcze-koła, zamontowane na wspólnej, pionowej osi i umieszczone w stojaku.
Dolne koło, które jest elementem napędowym urządzenia wprawianym w ruch obrotowy ruchami nóg siedzącego przy nim garncarza, jest jednocześnie jego kołem zamachowym – utrzymującym w określonym przedziale czasu jego stałą rotację. Dawniejsze koła, do XVIII wieku wszystkie, wykonywane były jako sponowe. Toczek (górna tarcza robocza) był na stałe połączony z tarczą pędną za pomocą 4–6 lub 8 spon, czyli łączy.
Górna tarcza to „warsztat”, na którym odbywa się proces toczenia i formowania, w którego trakcie z kawałka gliny powstaje produkt o pożądanym kształcie i formie, poddawany następnie wypalaniu.
Wynalazek koła garncarskiego stanowił znaczący punkt na drodze rozwoju cywilizacji technicznej człowieka w dziedzinie technik wykonywania naczyń i narzędzi.
Przed wynalezieniem i zastosowaniem koła garncarskiego naczynia gliniane wykonywano różnymi metodami i technikami; miały one jednak zdecydowanie niższą wydajność i dawały najczęściej produkt o gorszej jakości.
Współczesne koła garncarskie są napędzane elektrycznie, jednak szybkość przy wolnych obrotach jest i tak zbyt duża do tego, aby wykonywać ornamenty stosowane dawniej (zygzaki, fale, falbanki). Dlatego rekonstrukcja tradycyjnych wyrobów wymaga stosowania zwykłego koła zamachowego. Prawidłowo wykonane koło tradycyjne jest lepsze od mechanicznych pod względem uniwersalności przy pracy. Wymaga jednak dobrej koordynacji pracy rąk i nóg. Powtarzalność kształtów powstających na kołach garncarskich jest zależna od umiejętności manualnych garncarza.

## Problem doboru surowca
Podstawowe zasady, jakimi powinien kierować się garncarz, to osiągnięcie pożądanego kształtu naczynia o jak najcieńszych ściankach i możliwie gładkiej niepofalowanej powierzchni zewnętrznej. Dobierając glinę do koła garncarskiego, wybiera się materiał o strukturze gładkiej, bez zanieczyszczeń, uzyskiwanej przez szlamowanie gliny. Często jest to kompozycja kilku składników o odmiennych właściwościach fizykochemicznych. Materiał bardziej suchy jest twardszy, lecz pozwala na wyciągnięcie wysokich, cienkich ścian. Materiał wilgotniejszy łatwiej poddaje się naciskowi, lecz ściany pozostaną grubsze.   

## Etapy pracy na kole garncarskim
- Nakładanie gliny na toczek
- Centrowanie
- Wyciąganie stożka
- Zgniatanie stożka
- Otwieranie
- Wyciąganie ścianki
- Formowanie kształtu właściwego
- Wykończenie
- Zdobienie
- Odcinanie i zdejmowanie naczynia. Niektóre szczególnie delikatne naczynia, np. talerze, są zdejmowane razem ze specjalną podkładką, by nie dotknąć ich dłońmi.

## Historia
Koło garncarskie znane było już w Mezopotamii, gdzie pojawiło się ok. 3200 roku p.n.e. Jego wynalezienie pozwoliło na „masową” produkcję naczyń ceramicznych.
Mitologia egipska podaje, iż pradawny bóg Górnego Egiptu Chnum, stwórca człowieka, ulepił go z gliny na kole garncarskim. Wierzenia te ukazują, jak ważnym narzędziem było koło garncarskie, i jakim szacunkiem darzono rzemiosło garncarskie w starożytnym Egipcie.
Koła garncarskie znane były w Grecji od ok. 1800–1600 p.n.e. a w Italii od VIII w. p.n.e. Na ziemie dzisiejszej Polski wynalazek koła garncarskiego przybył prawdopodobnie ok. 300 roku p.n.e. wraz z Celtami. Od III w. p.n.e. znany był na Śląsku, a od II w. p.n.e. w Małopolsce.
Najbardziej znane w Polsce stanowisko archeologiczne, gdzie znaleziono ceramikę wytwarzaną na kole garncarskim, znajduje się w okolicach krakowskiej Nowej Huty.